# Mark Wahlberg
Pour les articles homonymes, voir Wahlberg.
Ne doit pas être confondu avec Mark L. Walberg.
Mark Wahlberg est un acteur, producteur de cinéma et chanteur américain né le 5 juin 1971 à Boston (Massachusetts).
Il débute jeune dans une carrière musicale aux côtés de son frère Donnie Wahlberg dans le groupe New Kids on the Block.
Sous le pseudonyme de Marky Mark, il est rappeur dans le groupe Marky Mark and the Funky Bunch, de 1991 à 1993. Par la suite, il se lance dans une carrière d'acteur ; son premier film est Opération Shakespeare sorti en 1994.
Révélé en 1996 dans Fear puis en 1997 par le premier rôle de Boogie Nights, de Paul Thomas Anderson, il s'impose aux côtés d'autres stars avec la satire Les Rois du désert (1999), de David O. Russell, le polar The Yards (2000), de James Gray, et En pleine tempête (2000), de Wolfgang Petersen.
En tant que tête d'affiche, il essuie d'abord les échecs critiques du remake La Planète des singes (2001), de Tim Burton, et La Vérité sur Charlie (2002), de Jonathan Demme. Mais en 2003 et 2004 , Braquage à l'italienne, où il est notamment entouré de la valeur montante Charlize Theron, ainsi que la comédie dramatique chorale J'adore Huckabees, de David O. Russell, le remettent en selle.
Il est alors la tête d'affiche du drame sportif Invincible (2006), du film d'action Shooter, tireur d'élite (2007), du film de science-fiction Phénomènes (2008), ou encore de l'adaptation de jeu vidéo Max Payne (2008). Ces longs-métrages fonctionnent de façon variable au box-office, mais sont des échecs critiques.
En revanche, il est nommé à l'Oscar du meilleur acteur dans un second rôle pour le thriller Les Infiltrés (2006), de Martin Scorsese. Il retrouve aussi le réalisateur James Gray et l'acteur Joaquin Phoenix pour un nouveau polar crépusculaire acclamé par la critique, La nuit nous appartient (2007). Puis il mène l'impressionnant casting du film fantastique Lovely Bones (2009), sous la direction de Peter Jackson. Enfin, son interprétation du boxer Micky Ward dans le drame Fighter, qui marque sa troisième collaboration avec David O. Russell, lui vaut une nomination à l'Oscar du meilleur acteur.
Par la suite, il est notamment la tête d'affiche de buddy movies : Very Bad Cops (2010), Ted (2012), No Pain No Gain (2013), 2 Guns (2013), Ted 2 (2015). Il joue aussi dans des thrillers qui reçoivent un accueil mitigé : Contrebande (2012), Broken City (2013) et The Gambler.
C'est avec les blockbusters de science-fiction Transformers : L'Âge de l'extinction (2014) et Transformers: The Last Knight (2017) qu'il reste au sommet du box-office. Parallèlement, il entame une collaboration saluée par la critique avec le réalisateur Peter Berg. Ensemble, ils tournent Du sang et des larmes (2013), Deepwater Horizon (2016), Traque à Boston (2016) et Mile 22 (2018).
Il reforme aussi son tandem comique de Very Bad Cops avec Will Ferrell pour Very Bad Dads (2015) et Very Bad Dads 2 (2017).
D’après le magazine Forbes, il est l'acteur le mieux payé au monde sur l’année 2017, avec 68 millions de dollars empochés.

## Biographie

### Enfance et formation
Mark Robert Michael Wahlberg naît le 5 juin 1971 à Dorchester, quartier ouvrier de Boston dans le Massachusetts. Il est le plus jeune des neuf enfants (cinq frères et trois sœurs) d'Alma Elaine (employée de banque puis aide-soignante) et de Donald Wahlberg (chauffeur-livreur et vétéran de la guerre de Corée),, une famille catholique. Il est d'origine suédoise par son père et d'origine irlandaise par sa grand-mère paternelle. Sa mère est d'ascendance irlandaise, anglaise et canadienne-française. Du côté de sa mère, il est lointainement lié à l'auteur Nathaniel Hawthorne,,,.
Il est marqué par le divorce de ses parents à l'âge de onze ans et quitte l'école trois ans plus tard. À 13 ans, il développe une dépendance à la cocaïne et à d'autres substances,. Il mène par la suite une vie de délinquant (vols, trafic de drogue, bagarres…).
Il ne reçoit son diplôme d'études secondaires qu'en juin 2013, à l'âge de 42 ans.

### Affaires judiciaires

#### 1986: agression et injures raciales
En 1986, Mark Wahlberg participe avec des amis à une agression humiliante lorsqu'ils harcèlent un groupe d’élèves noirs dans les rues de Boston. Ils leur jettent des pierres pour les blesser. Rattrapé par son passé, Mark Wahlberg s'excusera. L'une de ses victimes d’injures raciales et de jets de pierres, Kristen Atwood, blessée avec une cicatrice, a affirmé : « Je me moque de qui il est, il n'y a pas d'exception pour lui, (…). Je ne crois pas qu'il faille le pardonner ».

#### 1988: tentative de vol avec violence et injures racistes
À 17 ans en 1988, Mark Wahlberg est condamné à deux ans d'emprisonnement — mais ne passe que quarante-cinq jours à la prison de Deer Island — à la suite d'une tentative de vol avec violence et injures racistes sur des personnes d'origine vietnamienne.

### Carrière

#### Débuts dans la musique
À sa sortie de prison, Mark Wahlberg décide de laisser derrière lui son existence de voyou et reçoit l'aide de son frère Donnie Wahlberg, membre du boys band New Kids on the Block. Ce dernier lui permet de développer son talent musical. Mark devient chanteur au sein d'un groupe de hip-hop Marky Mark and the Funky Bunch qui sort deux albums remportant un certain succès aux États-Unis. Il apparait d'ailleurs dans le clip musical Good Vibrations. Dans les années 1990, il chante également en tant que rappeur dans l'album d'eurodance Life in the Streets de Prince Ital Joe (en), notamment dans les hits United et Rastaman Vibration.

#### Début au cinéma
Mannequin-vedette[réf. nécessaire] en 1992 pour le styliste Calvin Klein, son image de bad boy et sa plastique parfaite, séduisent les adolescentes américaines[réf. souhaitée]. Il fait un passage éclair dans un téléfilm mais c'est au cinéma qu'il se distingue dès 1994 dans le film Opération Shakespeare.
Mark Wahlberg joue dans le film Fear aux côtés de Reese Witherspoon en 1995. Ce n'est pourtant qu'en 1997, avec son rôle de Dirk Diggler, star du porno dans Boogie Nights, second long métrage de l'acclamé cinéaste Paul Thomas Anderson, qu'il remporte un large succès critique. Cependant, en 2017, il confesse avoir fait un "mauvais choix", quant à ce rôle, soulevant chez lui un certain remords.
Il continue à jouer les voyous, en 1998, avec la comédie d'action Big Hit, puis, en 1999, avec le polar Le Corrupteur, de James Foley. Mais cette année, ce sont Les Rois du désert, satire de David O. Russell, où il a pour partenaire George Clooney, qui confirme sa progression.
En 2000, il retrouve Clooney pour le film d'aventure En pleine tempête, de Wolfgang Petersen ; puis se voit confier son premier grand rôle dramatique, celui du repris de justice Leo Handler, dans le thriller familial The Yards de James Gray.
En 2001, il se voit confier la possibilité de confirmer son statut de star avec le blockbuster La Planète des singes de Tim Burton. Mais cette tentative de reboot est un échec critique et le studio annule les projets de suite. Quant au drame musical Rock Star de Stephen Herek, dont il partage l'affiche avec Jennifer Aniston ; il passe inaperçu.
En 2002, il essuie un nouvel échec critique et commercial avec le thriller La Vérité sur Charlie, pourtant réalisé par Jonathan Demme, et où il a pour partenaire Thandie Newton.

#### Reconnaissance critique et échecs consécutifs
En 2003, Mark Wahlberg revient alors à des distributions collectives : le salué et populaire film d'action Braquage à l'italienne, remake de F. Gary Gray, pour lequel il retrouve Charlize Theron, mais côtoie aussi Edward Norton et le débutant (à l'époque) Jason Statham.
En 2004, il fait partie du casting de la comédie dramatique chorale J'adore Huckabees, avec notamment Dustin Hoffman et Isabelle Huppert. Cette seconde collaboration avec David O. Russell lui permet de renouer avec la critique.
En 2005, il joue l'un des Quatre Frères, film d'action urbain signé John Singleton.
En 2006, il fait partie de l'impressionnante distribution réunie par Martin Scorsese pour son acclamé polar bostonien, Les Infiltrés. Son interprétation comique et décalée du sergent Dignam, dans un récit pourtant noir, lui vaut une poignée de prix, et de nominations, dont une à l'Oscar du meilleur acteur dans un second rôle. Il tente aussi parallèlement de s'imposer comme unique tête d'affiche avec le drame sportif Invincible, qui est salué par la critique mais passe inaperçu.
En 2007, il persévère en portant le film d'action Shooter, tireur d'élite, d'Antoine Fuqua, qui fonctionne modérément au box-office. Il retrouve cependant James Gray et Joaquin Phoenix pour un film indépendant, le polar La nuit nous appartient. Il s'agit de son premier film en tant que producteur, après un essai à la télévision avec la série Entourage, qui s'inspire de son expérience de jeune acteur à Hollywood et dans laquelle il apparaît de façon récurrente. La série est un succès populaire et engendre huit saisons diffusées entre 2004 et 2011.

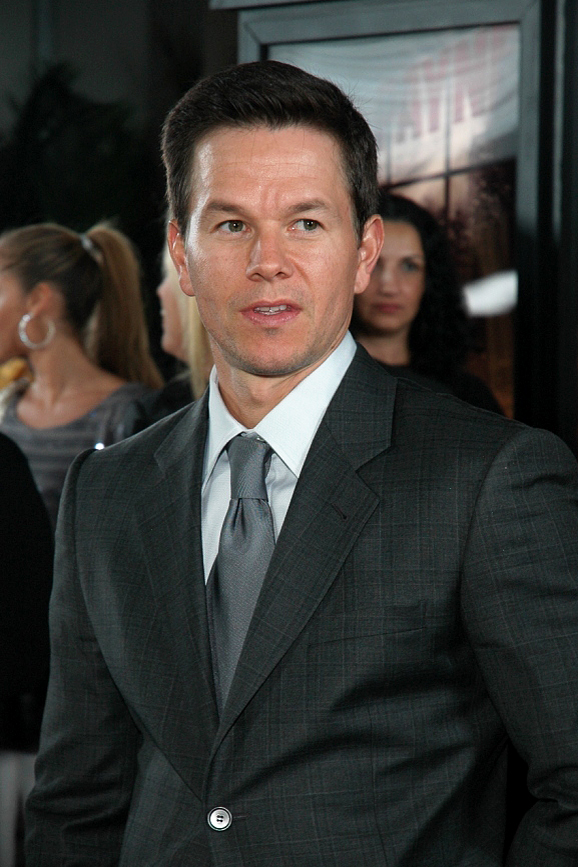
En 2008, à l'avant-première de Max Payne.

En 2008, il enchaîne les deux plus gros échecs critiques de sa carrière : d'abord en héros du blockbuster fantastique Phénomènes de M. Night Shyamalan, puis en prêtant ses traits à Max Payne dans l'adaptation cinématographique signée John Moore.
En 2009, il est en tête d'affiche du drame fantastique Lovely Bones de Peter Jackson, le film fonctionne modérément au box-office et rencontre un accueil critique mitigé.

#### Passage aux comédies et confirmation critique
En 2010, Mark Wahlberg s'aventure dans le registre de la comédie en tournant coup sur coup dans deux œuvres portées par deux membres du Frat Pack : d'abord en côtoyant Steve Carell pour la comédie d'action Crazy Night, où il joue les seconds rôles de luxe, puis en partageant l'affiche du parodique Very Bad Cops avec Will Ferrell, où ils forment un tandem de flics losers. Cet essai est couronné de succès (aux États-Unis mais pas en France où, après un très bon démarrage, la fréquentation chute brusquement) et largement salué par la critique, notamment pour sa prestation de policier terre-à-terre et nerveux.

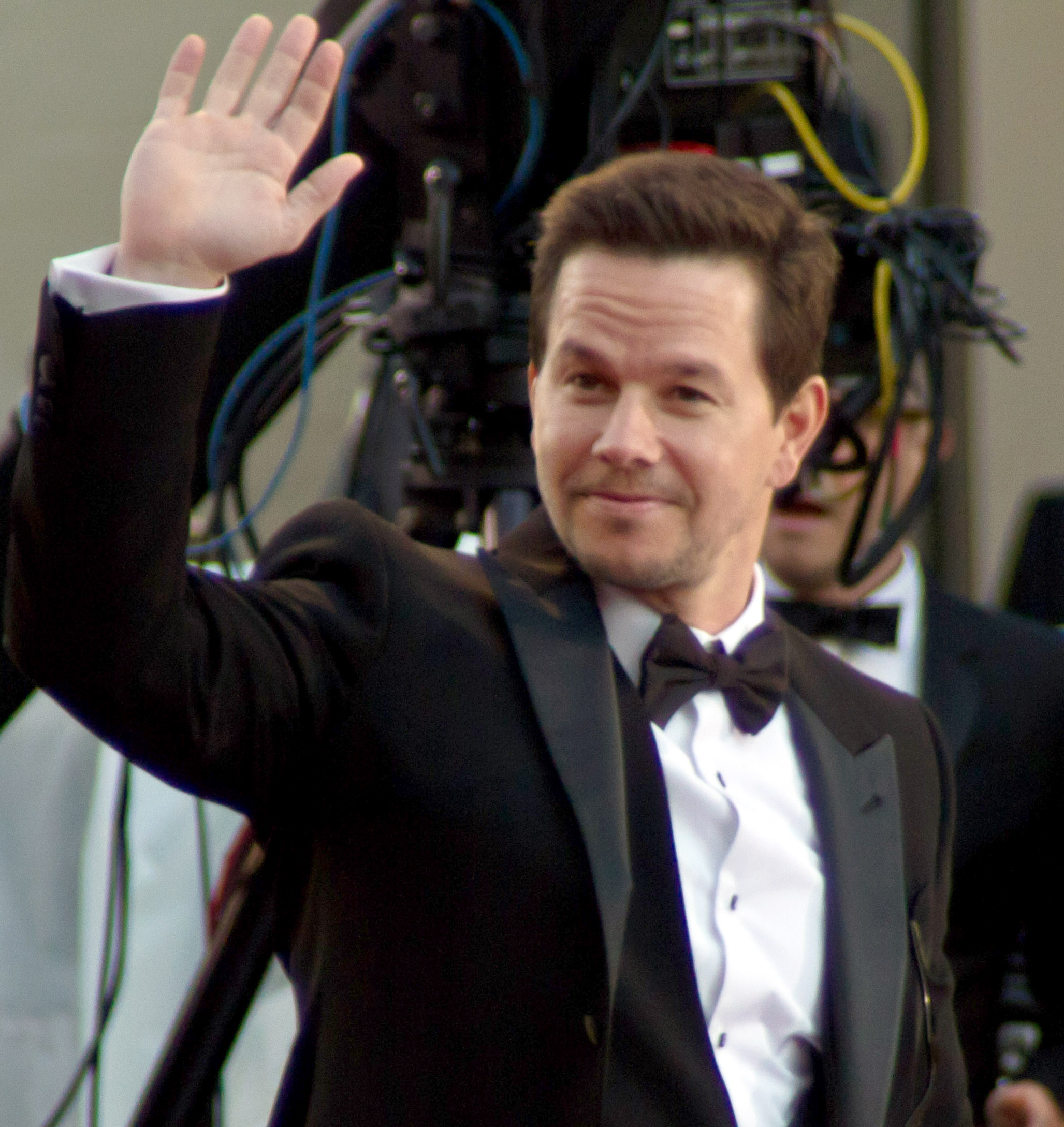
Mark Wahlberg à la des Oscars en 2011, pour Fighter.

En 2011, il doit de nouveau un sommet de sa carrière à David O. Russell, pour lequel il produit et tourne le drame sportif Fighter, aux côtés de Christian Bale et Amy Adams. Sa performance lui vaut une nomination au Golden Globe du meilleur acteur dans un film dramatique.
En 2012, il revient en unique tête d'affiche du thriller d'action Contrebande, de Baltasar Kormakur, pour lequel il rejoue un ex-voyou. Mais ce film, qu'il produit, passe inaperçu, contrairement à la comédie fantastique Ted, de Seth MacFarlane, énorme succès surprise commercial de l'année. Il y incarne un quadragénaire attardé et ahuri, meilleur ami d'un ours en peluche doué de la parole, et politiquement incorrect.
De même si sa performance d'ex-flic dans le polar Broken City, avec Russell Crowe, passe inaperçue, il se distingue dans deux comédies d'action : d'abord 2 Guns, aux côtés de Denzel Washington, puis la comédie satire No Pain No Gain, avec Dwayne Johnson, sur une mise en scène de Michael Bay.
La même année, il officie aussi en tant que producteur exécutif de Prisoners, acclamé premier long-métrage américain du cinéaste canadien Denis Villeneuve. Il revient au drame pour le film de guerre Du sang et des larmes de Peter Berg, où il prête ses traits au soldat Marcus Luttrell, qui est acclamé par la critique.

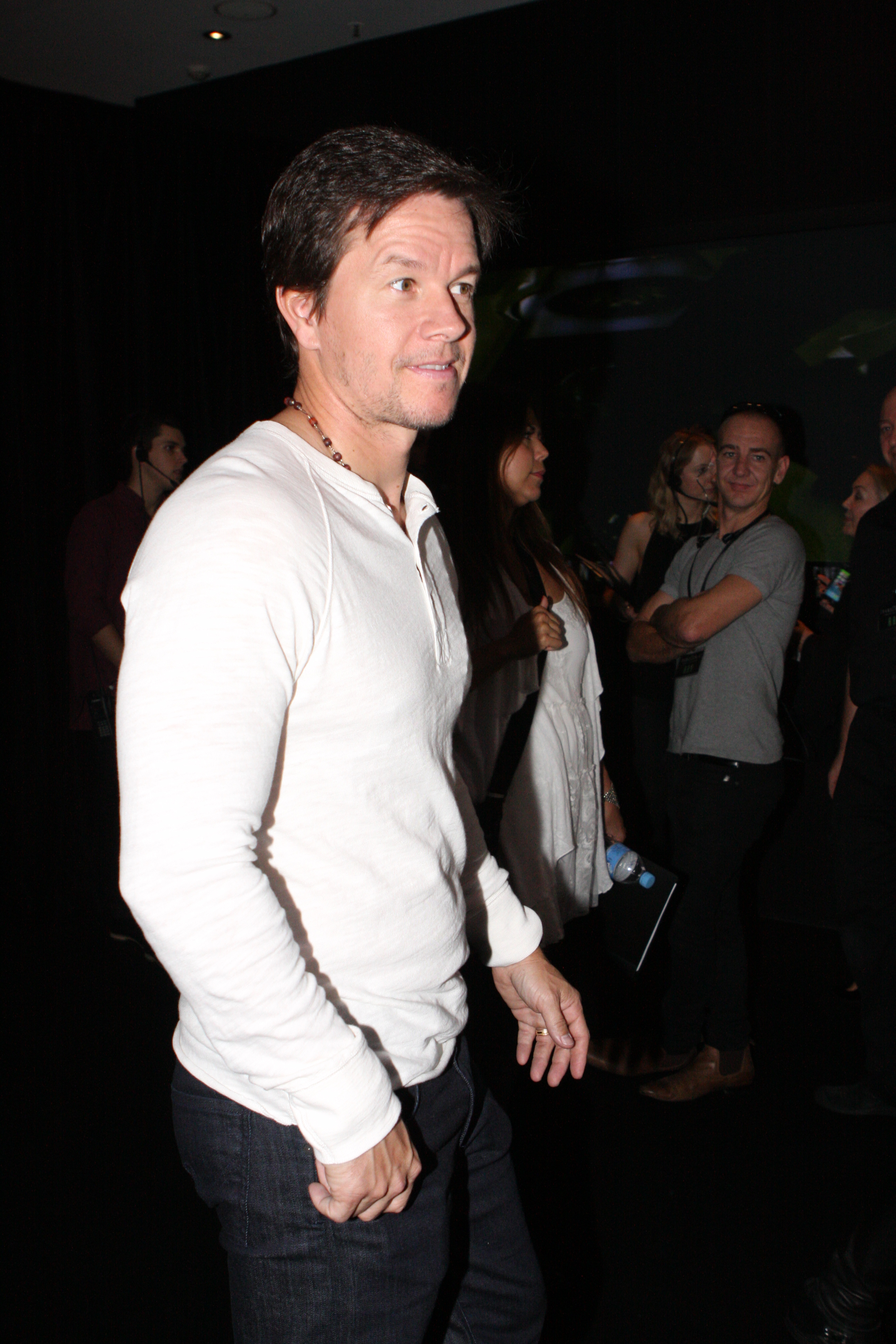
En mai 2014, à la première australienne de Transformers 4.

En 2014, il retrouve Michael Bay pour le blockbuster fantastique Transformers : L'Âge de l'extinction, énorme succès commercial mondial, mais éreinté par la critique. La même année, sa nouvelle tentative de tête d'affiche dramatique passe de nouveau inaperçue : The Gambler de Rupert Wyatt divise la critique et déçoit commercialement.
En 2015, la suite de Ted : Ted 2 de Seth MacFarlane, déçoit la critique et ne parvient pas à réitérer les résultats au box-office du premier opus. Un troisième opus est néanmoins annoncé.
Selon le magazine Forbes, il est à la dixième place des acteurs les mieux payés en 2014 avec 32 millions dollars. Tout l'argent du monde (All the Money in the World)
En 2017, il réincarne Cade Yeager dans Transformers: The Last Knight et retravaille avec Michael Bay comme réalisateur dans le cinquième opus de la saga.
L'année suivante, il fait don de 1,5 million de dollars à Time's Up, association aidant les victimes de harcèlement sexuel, à la suite de la polémique, autour de son cachet pour le film Tout l'argent du monde (2017), d'un montant plus de mille fois supérieur à celui de sa partenaire, Michelle Williams.

### Vie privée

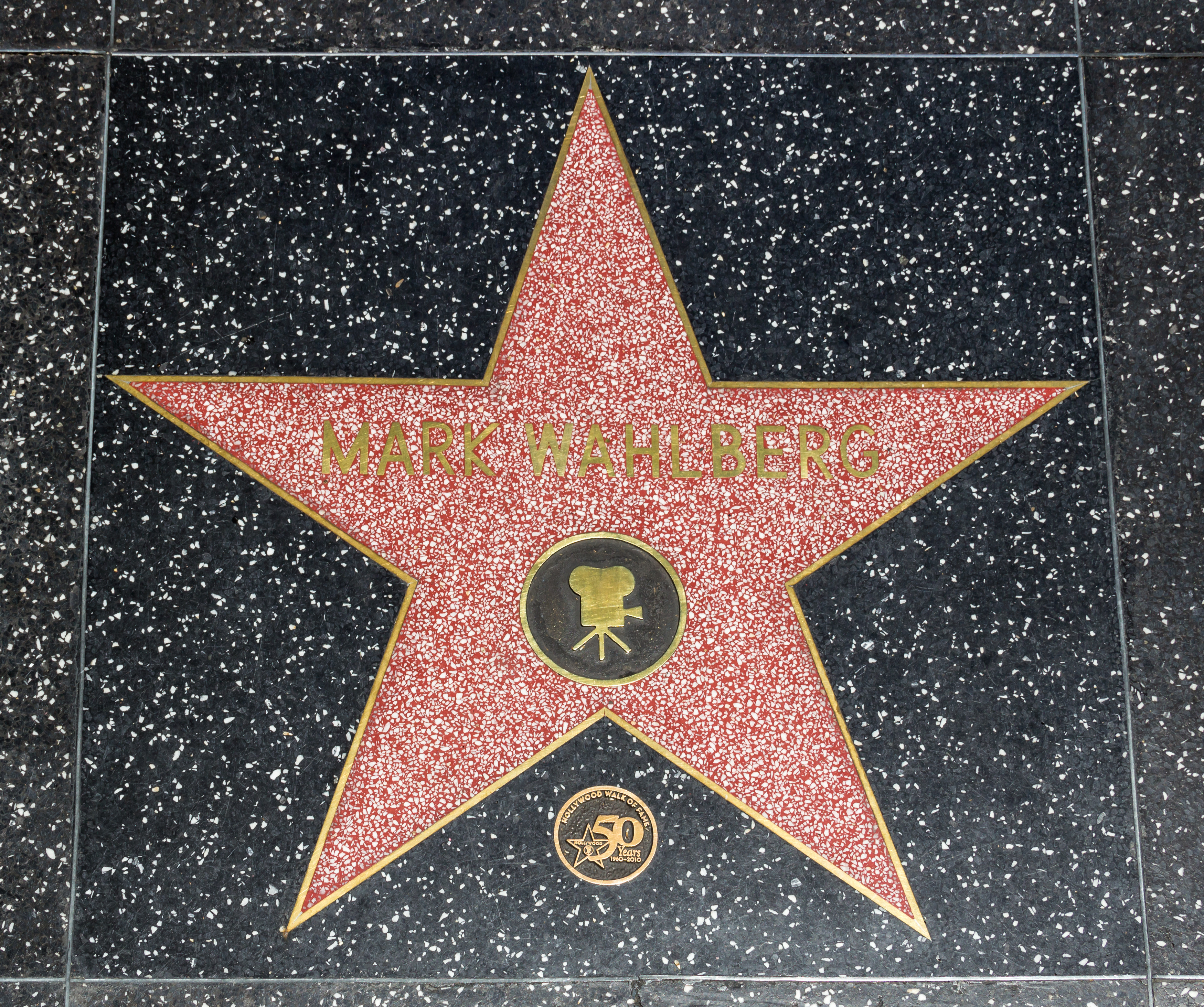
Son étoile sur Hollywood Boulevard, inaugurée en juillet 2010.

En 1998, Mark Wahlberg est en couple avec l'actrice China Chow (en), rencontrée sur le tournage de Big Hit, et se sépare d'elle en 2002.
Il se marie le 1er août 2009 avec Rhea Durham, la mère de ses quatre enfants (une fille née en 2003, un garçon né en 2006, un second né en 2008 et de nouveau une fille née en 2010,).
Il est catholique pratiquant,.
Il est aussi un grand fan de football américain et, notamment, des New England Patriots et est souvent présent au Gillette Stadium, le stade de l'équipe, domiciliée près de Boston.
Il possède son étoile sur le prestigieux trottoir Walk of Fame situé sur Hollywood Boulevard.
En 2011, Mark et ses frères Donnie et Paul ont ouvert leur premier Wahlburgers : un restaurant américain qui vend des hamburgers, à Hingham, dans le Massachusetts. Trois ans plus tard, les frères ouvrent leur deuxième Wahlburgers à Toronto, au Canada[pertinence contestée].
En 2025, partenaire de golf de Donald Trump, il est critiqué par le chanteur Jack White pour lui avoir apporté son soutien à l'élection présidentielle américaine.

## Filmographie
Sauf indication contraire, les informations mentionnées dans cette section peuvent être confirmées par la base de données cinématographiques IMDb,  présente dans la section « Liens externes ».

### En tant qu'acteur

#### Cinéma

##### Années 1990
- 1994 : Opération Shakespeare (Renaissance Man) de Penny Marshall : Tommy Lee Haywood
- 1995 : Basketball Diaries (The Basketball Diaries) de Scott Kalvert : Mickey
- 1996 : Fear de James Foley : David McCall
- 1997 : Les Truands (Traveller) de Jack N. Green : Pat O'Hara
- 1997 : Boogie Nights de Paul Thomas Anderson : Eddie Adams / Dirk Diggler
- 1998 : Le Kilomètre bleu (The Blue Mile) de Jon Turteltaub : Peter Kenny
- 1998 : Big Hit (The Big Hit) de Kirk Wong : Melvin Smiley
- 1999 : Le Corrupteur (The Corruptor) de James Foley : Danny Wallace
- 1999 : Les Rois du désert (Three Kings) de David O. Russell : Troy Barlow
- 1999 : La Haute Poussiere (The High Dust) de Rob Howard : Wayne Jacobson
- 1999 : Le Cote Cloud (The Cloud Side) de David Lynch et William R. Kowalchuk : Ken Lee

##### Années 2000
- 2000 : The Yards de James Gray : Leo Handler
- 2000 : En pleine tempête (The Perfect Storm) de Wolfgang Petersen : Bobby Shatford
- 2001 : La Planète des singes (Planet of the Apes) de Tim Burton : Capitaine Leo Davidson
- 2001 : Rock Star de Stephen Herek : Chris « Izzy » Cole
- 2002 : La Vérité sur Charlie (The Truth About Charlie) de Jonathan Demme : Lewis Bartholamew
- 2003 : Braquage à l'italienne (The Italian Job) de F. Gary Gray : Charlie Croker
- 2004 : J'adore Huckabees (I Heart Huckabees) de David O. Russell : Tommy Corn
- 2005 : Quatre Frères (Four Brothers) de John Singleton : Bobby Mercer
- 2006 : Invincible d'Ericson Core : Vince Papale
- 2006 : Les Infiltrés (The Departed) de Martin Scorsese : sergent Sean Dignam
- 2007 : Shooter, tireur d'élite (Shooter) d'Antoine Fuqua : Sergent Bob Lee Swagger, tireur d'élite
- 2007 : La nuit nous appartient (We Own the Night) de James Gray : Joseph Grusinsky
- 2008 : Phénomènes (The Happening) de M. Night Shyamalan : Elliot Moore
- 2008 : Max Payne de John Moore : Max Payne
- 2009 : Lovely Bones (The Lovely Bones) de Peter Jackson : Jack Salmon

##### Années 2010
- 2010 : Crazy Night (Date Night) de Shawn Levy : Holbrooke
- 2010 : Very Bad Cops (The Other Guys) d'Adam McKay : Détective Terry Hoitz
- 2010 : Fighter de David O. Russell : Micky Ward
- 2012 : Contrebande (Contraband) de Baltasar Kormákur : Chris Farraday
- 2012 : Ted de Seth MacFarlane : John Bennett
- 2013 : Broken City d'Allen Hughes : Billy Taggart
- 2013 : No Pain No Gain (Pain and Gain) de Michael Bay : Daniel Lugo
- 2013 : 2 Guns de Baltasar Kormákur : Marcus « Stig » Stigman
- 2013 : Du sang et des larmes (Lone Survivor) de Peter Berg : Marcus Luttrell
- 2014 : Transformers : L'Âge de l'extinction (Transformers: Age of Extinction) de Michael Bay : Cade Yeager
- 2014 : The Gambler de Rupert Wyatt : Jim Bennett
- 2015 : Mojave de William Monahan : Norman
- 2015 : Entourage de Doug Ellin : lui-même
- 2015 : Ted 2 de Seth MacFarlane : John Bennett
- 2015 : Very Bad Dads (Daddy's Home) de Sean Anders : Dusty Mayron
- 2016 : Deepwater (Deepwater Horizon) de Peter Berg : Mike Williams
- 2016 : Traque à Boston (Patriots Day) de Peter Berg : Tommy Saunders
- 2017 : Transformers: The Last Knight de Michael Bay : Cade Yeager
- 2017 : Very Bad Dads 2 (Daddy's Home 2) de Sean Anders : Dusty Mayron
- 2017 : Tout l'argent du monde (All the Money in the World) de Ridley Scott : Fletcher Chace
- 2018 : 22 Miles (Mile 22) de Peter Berg : James Silva
- 2019 : Apprentis Parents (Instant Family) de Sean Anders : Pete

##### Années 2020
- 2020 : Spenser Confidential de Peter Berg : Spenser
- 2020 : Scooby ! (Scoob!) de Tony Cervone : Brian / Blue Falcon (voix)
- 2020 : Good Joe Bell de Reinaldo Marcus Green : Joe Bell
- 2021 : Infinite d'Antoine Fuqua : Evan McCauley
- 2022 : Uncharted de Ruben Fleischer : Sully
- 2022 : Père Stu : Un héros pas comme les autres (Father Stu) de Rosalind Ross : Stuart Long
- 2022 : Me Time : Enfin seul ? de John Hamburg : Huck
- 2023 : The Family Plan de Simon Cellan Jones : Dan Morgan
- 2024 : Arthur the King de Simon Cellan Jones : Mikael Lindnord
- 2024 : The Union de Julian Farino : Mike McKenna
- 2025 : Vol à haut risque (Flight Risk) de Mel Gibson : Daryl Booth
- 2025 : Play Dirty de Shane Black : Parker
- 2025 : The Family Plan 2 de Simon Cellan Jones : Dan Morgan

#### Télévision

##### Téléfilm
- 1993 : The Substitute (en) de Martin Donovan : Ryan Westerberg

##### Séries télévisées
- 1993 : The Ben Stiller Show : Marky Mark (saison 1, épisode 12)
- 1993 : Out All Night (en) : Marky Mark (saison 1, épisode 17)
- 2004-2010 : Entourage : lui-même (4 épisodes)

### En tant que producteur

#### Cinéma
- 2007 : La nuit nous appartient (We own the night) de James Gray
- 2010 : Fighter de David O. Russell
- 2012 : Contrebande (Contraband) de Baltasar Kormakur
- 2013 : Broken City d'Allen Hughes
- 2013 : Prisoners de Denis Villeneuve (producteur exécutif)
- 2013 : Du sang et des larmes (Lone Survivor) de Peter Berg
- 2014 : The Gambler de Rupert Wyatt
- 2015 : Stealing Cars de Bradley Kaplan
- 2015 : Entourage de Doug Ellin
- 2016 : Deepwater de Peter Berg
- 2016 : Traque à Boston (Patriots Day) de Peter Berg
- 2018 : 22 Miles (Mile 22) de Peter Berg
- 2018 : Apprentis Parents (Instant Family) de Sean Anders
- 2020 : Spenser Confidential de Peter Berg
- 2020 : Infinite d'Antoine Fuqua
- 2022 : Père Stu : un héros pas comme les autres (Father Stu) de Rosalind Ross
- 2023 : The Family Plan de Simon Cellan Jones
- 2024 : Arthur the King de Simon Cellan Jones
- 2024 : The Union de Julian Farino

#### Séries télévisées
- 2004-2011 : Entourage (producteur exécutif des saisons 1 à 8)
- 2008-2010 : En analyse (producteur exécutif des saisons 1 à 3)
- 2010-2011 : How to Make It in America (producteur exécutif saisons 1 et 2)
- 2010-2012 : Boardwalk Empire (producteur exécutif saisons 1 à 3)
- 2015 : Ballers (producteur exécutif de la saison 1)
- 2016-2018 : Shooter (producteur exécutif)

## Discographie

### Marky Mark and the Funky Bunch
- 1991 : Music for the People (Disque de platine aux États-Unis)
  - Good Vibrations
  - Wildside
  - I Need Money
  - Peace
- 1992 : You Gotta Believe (Disque d'or aux États-Unis)
  - You Gotta Believe
  - Gonna Have A Good Time

## Distinctions

### Récompenses
- Critics' Choice Movie Awards 2014 : Meilleur acteur dans un film d'action pour Du sang et des larmes

### Nominations

#### Oscars du cinéma
- 2011 : Oscar du meilleur film pour Fighter
- 2007 : Oscar du meilleur acteur dans un second rôle pour Les Infiltrés

#### Golden Globes
- 2011 : Golden Globe du meilleur film dramatique pour Fighter
- 2011 : Golden Globe du meilleur acteur dans un film dramatique pour Fighter
- 2007 : Golden Globe du meilleur acteur dans un second rôle pour Les Infiltrés

#### People's Choice Awards
- 2017 : People's Choice Award de l'acteur dramatique préféré

## Voix francophones
En France, Bruno Choël est la voix française régulière de Mark Wahlberg. Il y a également Alexandre Gillet qui l’a doublé 3 fois et également Vincent Barazzoni et Emmanuel Curtil qui l’ont doublé à 2 occasions chacun.
Au Québec, Patrice Dubois
est la voix québécoise régulière de l'acteur. Martin Watier l'a doublé à onze reprises et Alain Zouvi l'a également doublé à quatre reprises.